# Chrysoprasis aurata
Chrysoprasis aurata är en skalbaggsart som beskrevs av Aurivillius 1910. Chrysoprasis aurata ingår i släktet Chrysoprasis och familjen långhorningar.
Artens utbredningsområde är Uruguay. Inga underarter finns listade i Catalogue of Life.